# Kalnište
Kalnište (deutsch seit dem 18. Jahrhundert Kalnischt oder Kalnosch, ungarisch Kálnás) ist eine Gemeinde im Nordosten der Slowakei mit 503 Einwohnern (Stand 31. Dezember 2024), die im Okres Svidník, einem Kreis des Prešovský kraj, liegt und zur traditionellen Landschaft Šariš gezählt wird.

## Geographie
Die Gemeinde befindet sich am Südrand der Niederen Beskiden im mittleren Topľatal. Sie wird vom Bach Viničný potok durchflossen. Das Ortszentrum liegt auf einer Höhe von 192 m n.m. und ist fünf Kilometer von Giraltovce, 28 Kilometer von Prešov sowie 33 Kilometer von Svidník entfernt.
Nachbargemeinden sind Lascov im Norden, Brezov im Nordosten, Lužany pri Topli im Südosten, Lúčka im Süden, Kuková im Westen und Vyšný Kručov und Marhaň im Nordwesten.

## Geschichte
Kalnište als Ort entstand etwa um die Mitte des 14. Jahrhunderts und wurde zum ersten Mal 1363 als Kalnas schriftlich erwähnt. Die Erwähnung bezieht sich zudem auf das Geschlecht Kálnássy, das seinen Namen vom Ort ableitete und bis zum 19. Jahrhundert einen Großteil der Güter besaß.
1412 wird eine Mühle erwähnt, 1427 gab es insgesamt 31 Porta. 1541 wurde eine Holzkirche erbaut. Gegen 1600 bestand das Dorf aus 18 bewohnten Untertanen-Häuser, einer Kirche und Pfarrei, einer Mühle und einer Schule.
1828 zählte man 59 Häuser und 431 Einwohner.
Bis 1918 gehörte der im Komitat Sáros liegende Ort zum Königreich Ungarn und kam danach zur Tschechoslowakei beziehungsweise heute Slowakei.

## Bevölkerung
| Jahr                | 1994 | 2004    | 2014    | 2024    |
| ------------------- | ---- | ------- | ------- | ------- |
| Anzahl der Personen | 521  | 558     | 549     | 503     |
| Unterschied         |      | +7,10 % | −1,61 % | −8,37 % |

| Jahr                | 2023 | 2024    |
| ------------------- | ---- | ------- |
| Anzahl der Personen | 513  | 503     |
| Unterschied         |      | −1,94 % |

Gemäß der Volkszählung 2011 wohnten in Kalnište 553 Einwohner, davon 530 Slowaken, sieben Roma, zwei Tschechen und ein Ukrainer. 13 Einwohner machten diesbezüglich keine Angabe. 399 Einwohner bekannten sich zur römisch-katholischen Kirche, 115 Einwohner zur evangelischen Kirche A. B., jeweils 13 Einwohner zu den Zeugen Jehovas sowie zur griechisch-katholischen Kirche und ein Einwohner zur orthodoxen Kirche. Zwei Einwohner waren konfessionslos und bei zehn Einwohnern wurde die Konfession nicht ermittelt.

## Bauwerke
- römisch-katholische Kirche aus dem Jahr 1936
- Landschloss im Spätbarockstil aus dem Jahr 1774, heute in einem desolaten Zustand

## Verkehr
Kalnište ist durch die Straße 3. Ordnung 576004, eine Abzweigung der dreieinhalb Kilometer entfernten Straße 1. Ordnung 73, erreichbar. Der nächste Bahnhof (Nemcovce) liegt in Lipníky an der Bahnstrecke Strážske–Prešov.